# Nosratabad
Nosratabad (Nusratabad) és una ciutat de la província de Sistan i Baltxistan a l'Iran, a la carretera de Zahedan a Bam al mig del Gran Desert. Antigament fou anomenada Isfiddh, Sipih o Safidj. Els geografs musulmans la situan a vegades al Kirman i a vegades al Sistan. El 1895 els nòmades balutxis encara anomenaven Ipsi a les seves ruïnes. La ciutat que la va substituir va agafar el nom de Nusratabad. Al segle xx va formar un subdistricte del comtat de Zahedan. El 2006 tenia 4.182 habitants. El 3 de juny de 2009 els activistes de Jondollah van tallar la carretera entre la ciutat i Bam i es van apoderar de diverses vehicles pesats.
És una ciutat diferent d'una altra Nosratabad també al Sistan que per poc temps fou capital regional. Va rebre el nom per Nusrat al-Mulk, subgovernador de Sistan, sota el que es va fundar vers 1870 si bé inicialment va tenir el nom de Nasirabad pel xa Nasir al-Din, nom que no va arrelar. Localment fou coneguda també com a Shahr-i-Seistan, Shahr-i-Nassiriyeh, o simplement Shahr (la ciutat). Gaudeix d'un clima sec i calorós per la seva situació a la vora del Desert de Lut un dels llocs més calorosos del món (l'agost de 1926 es va arribar a 58 °C). Al final del segle xix hi havia cònsols de Rússia i Gran Bretanya i tenia oficina de correus i telègrafs (1911). Després va perdre importància.